# 囊花孩儿草
囊花孩儿草（学名：Rungia bisaccata）为爵床科孩儿草属的植物，为中国的特有植物。分布在中国大陆的广西等地，见于低海拔石灰岩山，目前尚未由人工引种栽培。